# Atopana cornuta
Atopana cornuta är en insektsart som först beskrevs av Boris Petrovich Uvarov 1925.  Atopana cornuta ingår i släktet Atopana och familjen vårtbitare. Inga underarter finns listade i Catalogue of Life.